# 銀座亜紀枝
銀座 亜紀枝（ぎんざ あきえ、1931年1月25日 - ）は、日本の刺し子作家。銀座亜紀枝刺子館館長。(株)自然堂代表取締役。本名は坂本 亜紀枝（さかもと あきえ）。愛媛県西宇和郡双岩村出身。
古典刺し子の柄を現代風にアレンジし、本藍染・草木染の布と糸によって、直線裁かつ手縫い仕立ての縫製により作品を制作する。
東京都西多摩郡檜原村にある銀座亜紀枝刺子館において作品を展示するかたわら、各地で刺し子教室を開く。また、自然堂では刺し子材料・刺し子作品の販売も行う。

## 経歴
- 愛媛県立八幡浜高等学校卒業。国際短期大学英文科入学。一年次終了後に 女子美術大学に編入学。
- 1954年 女子美術大学工芸科卒業
- 1972年 自然堂創業
- 1977年 刺し子教室を開設
- 1992年 銀座亜紀枝刺子館を開館

## 著作
- 『刺し子のドレスと小物』マコー社, 1987
- 『刺し子の技法』美術出版社, 1992
- 『刺し子で遊ぶ』マコー社, 2008